# Classements de la saison 2024 de NCAA (football américain)
Trois sondages concernant la saison 2024 de Division I FBS (Football Bowl Subdivision) de football américain universitaire sont reconnus par la NCAA même si de nombreux autres sondages sont publiés dans divers médias.
Contrairement à la plupart des autres sports, l'organe directeur de la NCAA ne décerne pas un titre de champion national au terme de la saison régulière. Ce titre est décerné par un ou plusieurs agences de sondages (les polls) ce qui explique que par le passé plusieurs équipes pouvaient être déclarées championnes d'une même saison. Deux des principaux organismes de sondage, l'AP Poll et le Coaches'Poll, commencent à publier leurs classements avant le début de la saison et le font ensuite après chaque semaine de compétition.
Dès la saison 2014, un troisième classement est réalisé à partir de la mi-saison (après la 9e semaine de compétition en 2024) : le College Football Playoff (CFP). La saison régulière est suivie d'un système de playoffs.
Après la dernière semaine de saison régulière, le comité du CFP dévoile le classement final de la Div. 1 du FBS. Initialement, ce classement sélectionnait les quatre meilleures équipes qui participent aux playoffs. Dès la saison 2024, ce nombre est porté à douze. En fonction du classement final, les cinq meilleurs champions de conférence sont sélectionnés ainsi que les sept autres meilleures équipes. De plus, les quatre meilleurs champions de conférence seront exemptés du premier tour de la série éliminatoire. Celui-ci est suivi par les quarts de finale, les demi-finales et la finale traditionnellement jouée fin janvier.

## Légende
|               |  | Monte dans le classement                                                    |
|               |  | Descend dans le classement                                                  |
|               |  | Non classé le w-e précédent                                                 |
|               |  | Selectionné pour le College Football Playoff                                |
| (En italique) |  | Nombre de vote de première place                                            |
| (#–#)         |  | Win-loss record                                                             |
| ≈             |  | A égalité avec l'équipe du dessus (ou du dessous) possédant le même symbole |

## Classements CFP
Le classement du College Football Playoff est publié pour la première fois de la saison en novembre 2023 au terme de la 10e semaine et le classement final du CFP sera publié début janvier 2024, déterminant les douze équipes sélectionnées pour participer au tour final pour le titre de champion NCAA de football américain 2024.
En gras, les équipes potentiellement qualifiées pour la série éliminatoire du CFP et en gras italique les équipes dispensées du premier tour de la série éliminatoire du CFP (s'ils remportent le titre de leur conférence)
| C.F.P.                 | Semaine 9 5 Nov.       | Semaine 10 12 Nov.                | Semaine 11 19 Nov.                                                   | Semaine 12 26 Nov.   | Semaine 13 3 Déc.                               | Semaine 15 (Final) 8 Déc. | Saison 2024 |
| ---------------------- | ---------------------- | --------------------------------- | -------------------------------------------------------------------- | -------------------- | ----------------------------------------------- | ------------------------- | ----------- |
| 1                      | Oregon (9–0)           | Oregon (10–0)                     | Oregon (11–0)                                                        | Oregon (11–0)        | Oregon (12–0)                                   | Oregon (13–0)             | 1           |
| 2                      | Ohio State (7–1)       | Ohio State (8–1)                  | Ohio State (9–1)                                                     | Ohio State (10–1)    | Texas (11–1)                                    | Georgia (11–2)            | 2           |
| 3                      | Georgia (7–1)          | Texas (8–1)                       | Texas (9–1)                                                          | Texas (10–1)         | Penn State (11–1)                               | Texas (11–2)              | 3           |
| 4                      | Miami (FL) (9–0)       | Penn State (8–1)                  | Penn State (9–1)                                                     | Penn State (10–1)    | Notre Dame (11–1)                               | Penn State (11–2)         | 4           |
| 5                      | Texas (7–1)            | Indiana (10–0)                    | Indiana (10–0)                                                       | Notre Dame (10–1)    | Georgia (10–2)                                  | Notre Dame (11–1)         | 5           |
| 6                      | Penn State (7–1)       | BYU (9–0)                         | Notre Dame (9–1)                                                     | Miami (FL) (10–1)    | Ohio State (10–2)                               | Ohio State (10–2)         | 6           |
| 7                      | Tennessee (7–1)        | Tennessee (8–1)                   | Alabama (8–2)                                                        | Georgia (9–2)        | Tennessee (10–2)                                | Tennessee (10–2)          | 7           |
| 8                      | Indiana (9–0)          | Notre Dame (8–1)                  | Miami (FL) (9–1)                                                     | Tennessee (9–2)      | SMU (11–1)                                      | Indiana (11–1)            | 8           |
| 9                      | BYU (8–0)              | Miami (FL) (9–1)                  | Ole Miss (8–2)                                                       | SMU (10–1)           | Indiana (11–1)                                  | Boise State (12–1)        | 9           |
| 10                     | Notre Dame (7–1)       | Alabama (7–2)                     | Georgia (8–2)                                                        | Indiana (10–1)       | Boise State (11–1)                              | SMU (11–2)                | 10          |
| 11                     | Alabama (6–2)          | Ole Miss (8–2)                    | Tennessee (8–2)                                                      | Boise State (10–1)   | Alabama (9–3)                                   | Alabama (9–3)             | 11          |
| 12                     | Boise State (7–1)      | Georgia (7–2)                     | Boise State (9–1)                                                    | Clemson (9–2)        | Miami (FL) (10–2)                               | Arizona State (11–2)      | 12          |
| 13                     | SMU (8–1)              | Boise State (8–1)                 | SMU (9–1)                                                            | Alabama (8–3)        | Ole Miss (9–3)                                  | Miami (FL) (10–2)         | 13          |
| 14                     | Texas A&M (7–2)        | SMU (8–1)                         | BYU (9–1)                                                            | Ole Miss (8–3)       | South Carolina (9–3)                            | Ole Miss (9–3)            | 14          |
| 15                     | LSU (6–2)              | Texas A&M (7–2)                   | Texas A&M (8–2)                                                      | South Carolina (8–3) | Arizona State (10–2)                            | South Carolina (9–3)      | 15          |
| 16                     | Ole Miss (7–2)         | Kansas State (7–2)                | Colorado (8–2)                                                       | Arizona State (9–2)  | Iowa State (10–2)                               | Clemson (10–3)            | 16          |
| 17                     | Iowa State (7–1)       | Colorado (7–2)                    | Clemson (8–2)                                                        | Tulane (9–2)         | Clemson (9–3)                                   | BYU (10–2)                | 17          |
| 18                     | Pittsburgh (7–1)       | Washington State (8–1)            | South Carolina (7–3)                                                 | Iowa State (9–2)     | BYU (10–2)                                      | Iowa State (10–3)         | 18          |
| 19                     | Kansas State (7–2)     | Louisville (6–3)                  | Army (9–0)                                                           | BYU (9–2)            | Missouri (9–3)                                  | Missouri (9–3)            | 19          |
| 20                     | Colorado (6–2)         | Clemson (7–2)                     | Tulane (9–2)                                                         | Texas A&M (8–3)      | UNLV (10–2)                                     | Illinois (9–3)            | 20          |
| 21                     | Washington State (7–1) | South Carolina (6–3)              | Arizona State (8–2)                                                  | Missouri (8–3)       | Illinois (9–3)                                  | Syracuse (9–3)            | 21          |
| 22                     | Louisville (6–3)       | LSU (6–3)                         | Iowa State (8–2)                                                     | UNLV (9–2)           | Syracuse (9–3)                                  | Army (11–1)               | 22          |
| 23                     | Clemson (6–2)          | Missouri (7–2)                    | Missouri (7–3)                                                       | Illinois (8–3)       | Colorado (9–3)                                  | Colorado (9–3)            | 23          |
| 24                     | Missouri (6–2)         | Army (9–0)                        | UNLV (8–2)                                                           | Kansas State (8–3)   | Army (10–1)                                     | UNLV (10–2)               | 24          |
| 25                     | Army (8–0)             | Tulane (8–2)                      | Illinois (7–3)                                                       | Colorado (8–3)       | Memphis (10–2)                                  | Memphis (10–2)            | 25          |
|                        | Semaine 9 5 Nov.       | Semaine 10 12 Nov.                | Semaine 11 19 Nov.                                                   | Semaine 12 26 Nov.   | Semaine 13 3 Déc.                               | Semaine 15 (Final) 8 Déc. | Saison 2024 |
| Sortis du classement : | Sortis du classement : | Iowa State (7–2) Pittsburgh (7–2) | Kansas State (7–3) Washington State (8–2) Louisville (6–4) LSU (6–4) | Army (9–1)           | Tulane (9–3) Texas A&M (8–4) Kansas State (8–4) | Aucun                     | Saison 2024 |

## Classements Associated Press
| A.P.                   | Présaison 12 août      | Sem. 1 3 Sept.                      | Sem. 2 8 Sept.                                            | Sem. 3 15 Sept.                    | Sem. 4 22 Sept.                        | Sem. 5 29 Sept.                | Sem. 6 6 Oct.                                         | Sem. 7 13 Oct.            | Sem. 8 20 Oct.     | Sem. 9 27 Oct.                     | Sem. 10 5 Nov.                | Sem. 11 10 Nov.                                    | Sem. 12 17 Nov.                                              | Sem. 13 24 Nov.        | Sem. 14 1er Déc.             | Sem. 15 8 Déc.       | Ap. Bowls 20 Jan.      | Saison 2024 |
| 1                      | Georgia (46)           | Georgia (1–0) (57)                  | Georgia (2–0) (54)                                        | Texas (3–0) (35)                   | Texas (4–0) (44)                       | Alabama (4–0) (40)             | Texas (5–0) (52)                                      | Texas (6–0) (56)          | Oregon (7–0) (59)  | Oregon (8–0) (61)                  | Oregon (9–0) (62)             | Oregon (10–0) (62)                                 | Oregon (11–0) (62)                                           | Oregon (11–0) (61)     | Oregon (12–0) (62)           | Oregon (13–0) (62)   | Ohio State (14–2) (56) | 1           |
| 2                      | Ohio State (15)        | Ohio State (1–0) (5)                | Texas (2–0) (4)                                           | Georgia (3–0) (23)                 | Georgia (3–0) (13)                     | Texas (5–0) (19)               | Ohio State (5–0) (9)                                  | Oregon (6–0) (6)          | Georgia (6–1) (2)  | Georgia (6–1)                      | Georgia (7–1)                 | Ohio State (8–1)                                   | Ohio State (9–1)                                             | Ohio State (10–1)      | Texas (11–1)                 | Georgia (11–2)       | Notre Dame (14–2)      | 2           |
| 3                      | Oregon (1)             | Texas (1–0)                         | Ohio State (2–0) (5)                                      | Ohio State (2–0) (5)               | Ohio State (3–0) (5)                   | Ohio State (4–0) (4)           | Oregon (5–0)                                          | Penn State (6–0)          | Penn State (6–0)   | Penn State (7–0)                   | Ohio State (7–1)              | Texas (8–1)                                        | Texas (9–1)                                                  | Texas (10–1)           | Penn State (11–1)            | Notre Dame (11–1)    | Oregon (13–1)          | 3           |
| 4                      | Texas                  | Alabama (1–0)                       | Alabama (2–0)                                             | Alabama (3–0)                      | Alabama (3–0)                          | Tennessee (4–0)                | Penn State (5–0)                                      | Ohio State (5–1)          | Ohio State (5–1)   | Ohio State (6–1)                   | Miami (FL) (9–0)              | Penn State (8–1)                                   | Penn State (9–1)                                             | Penn State (10–1)      | Notre Dame (11–1)            | Texas (11–2)         | Texas (13–3)           | 4           |
| 5                      | Alabama                | Notre Dame (1–0)                    | Ole Miss (2–0)                                            | Ole Miss (3–0)                     | Tennessee (4–0)                        | Georgia (3–1)                  | Georgia (4–1)                                         | Georgia (5–1)             | Texas (6–1)        | Miami (FL) (8–0)                   | Texas (7–1)                   | Indiana (10–0)                                     | Indiana (10–0)                                               | Notre Dame (10–1)      | Georgia (10–2)               | Penn State (11–2)    | Penn State (13–3)      | 5           |
| 6                      | Ole Miss               | Ole Miss (1–0)                      | Missouri (2–0)                                            | Tennessee (3–0)                    | Ole Miss (4–0)                         | Oregon (4–0)                   | Miami (FL) (6–0)                                      | Miami (FL) (6–0)          | Miami (FL) (7–0)   | Texas (7–1)                        | Penn State (7–1)              | Tennessee (8–1)                                    | Notre Dame (9–1)                                             | Georgia (9–2)          | Tennessee (10–2)             | Ohio State (10–2)    | Georgia (11–3)         | 6           |
| 7                      | Notre Dame             | Oregon (1–0)                        | Tennessee (2–0)                                           | Missouri (3–0)                     | Miami (FL) (4–0)                       | Penn State (4–0)               | Alabama (4–1)                                         | Alabama (5–1)             | Tennessee (6–1)    | Tennessee (6–1)                    | Tennessee (7–1)               | BYU (9–0)                                          | Alabama (8–2)                                                | Tennessee (9–2)        | Ohio State (10–2)            | Tennessee (10–2)     | Arizona State (11–3)   | 7           |
| 8                      | Penn State             | Penn State (1–0)                    | Penn State (2–0)                                          | Miami (FL) (3–0)                   | Oregon (3–0)                           | Miami (FL) (5–0)               | Tennessee (4–1)                                       | LSU (5–1)                 | LSU (6–1)          | Notre Dame (7–1)                   | Indiana (9–0)                 | Notre Dame (8–1)                                   | Georgia (8–2)                                                | Miami (FL) (10–1)      | SMU (11–1)                   | Boise State (12–1)   | Boise State (12–2)     | 8           |
| 9                      | Michigan               | Missouri (1–0)                      | Oregon (2–0)                                              | Oregon (3–0)                       | Penn State (3–0)                       | Missouri (4–0)                 | Ole Miss (5–1)                                        | Iowa State (6–0)          | Clemson (6–1)      | BYU (8–0)                          | BYU (8–0)                     | Alabama (7–2)                                      | Ole Miss (8–2)                                               | SMU (10–1)             | Indiana (11–1)               | Indiana (11–1)       | Tennessee (10–3)       | 9           |
| 10                     | Florida State          | Michigan (1–0)                      | Miami (FL) (2–0)                                          | Penn State (2–0)                   | Utah (4–0)                             | Michigan (4–1)                 | Clemson (4–1)                                         | Clemson (5–1)             | Iowa State (7–0)   | Texas A&M (7–1)                    | Notre Dame (7–1)              | Ole Miss (8–2)                                     | Tennessee (8–2)                                              | Indiana (10–1)         | Boise State (11–1)           | Arizona State (11–2) | Indiana (11–2)         | 10          |
| 11                     | Missouri               | Utah (1–0)                          | USC (2–0)                                                 | USC (2–0)                          | Missouri (4–0)                         | USC (3–1)                      | Iowa State (5–0) т Notre Dame (4–1) т                 | Tennessee (5–1)           | BYU (7–0)          | Clemson (6–1) т Iowa State (7–0) т | Alabama (6–2)                 | Georgia (7–2)                                      | Miami (FL) (9–1)                                             | Boise State (10–1)     | Alabama (9–3)                | Alabama (9–3)        | Ole Miss (10–3)        | 11          |
| 12                     | Utah                   | Miami (FL) (1–0)                    | Utah (2–0)                                                | Utah (3–0)                         | Michigan (3–1)                         | Ole Miss (4–1)                 | Iowa State (5–0) т Notre Dame (4–1) т                 | Notre Dame (5–1)          | Notre Dame (6–1)   | Clemson (6–1) т Iowa State (7–0) т | Boise State (7–1)             | Miami (FL) (9–1)                                   | Boise State (9–1)                                            | Clemson (9–2)          | Arizona State (10–2)         | SMU (11–2)           | SMU (11–3)             | 12          |
| 13                     | LSU                    | USC (1–0)                           | Oklahoma State (2–0)                                      | Kansas State (3–0)                 | USC (2–1)                              | LSU (4–1)                      | LSU (4–1)                                             | BYU (6–0)                 | Indiana (7–0)      | Indiana (8–0)                      | SMU (8–1)                     | Boise State (8–1)                                  | SMU (9–1)                                                    | Alabama (8–3)          | South Carolina (9–3)         | Clemson (10–3)       | BYU (11–2)             | 13          |
| 14                     | Clemson                | Tennessee (1–0)                     | Kansas State (2–0)                                        | Oklahoma State (3–0)               | LSU (3–1)                              | Notre Dame (4–1)               | BYU (5–0)                                             | Texas A&M (5–1)           | Texas A&M (6–1)    | Alabama (6–2)                      | LSU (6–2)                     | SMU (8–1)                                          | BYU (9–1)                                                    | Arizona State (9–2)    | Miami (FL) (10–2)            | South Carolina (9–3) | Clemson (10–4)         | 14          |
| 15                     | Tennessee              | Oklahoma (1–0)                      | Oklahoma (2–0)                                            | Oklahoma (3–0)                     | Louisville (3–0)                       | Clemson (3–1)                  | Texas A&M (5–1)                                       | Boise State (5–1)         | Alabama (5–2)      | Boise State (6–1)                  | Texas A&M (7–2)               | Texas A&M (7–2)                                    | Texas A&M (8–2)                                              | Ole Miss (8–3)         | Ole Miss (9–3)               | Miami (FL) (10–2)    | Iowa State (11–3)      | 15          |
| 16                     | Oklahoma               | Oklahoma State (1–0)                | LSU (1–1)                                                 | LSU (2–1)                          | Notre Dame (3–1)                       | Iowa State (4–0)               | Utah (4–1)                                            | Indiana (6–0)             | Kansas State (6–1) | LSU (6–2)                          | Ole Miss (7–2)                | Army (9–0)                                         | Colorado (8–2)                                               | South Carolina (8–3)   | Iowa State (10–2)            | Ole Miss (9–3)       | Illinois (10–3)        | 16          |
| 17                     | Oklahoma State         | Kansas State (1–0)                  | Michigan (1–1)                                            | Notre Dame (2–1)                   | Clemson (2–1)                          | BYU (5–0)                      | Boise State (4–1)                                     | Kansas State (5–1)        | Boise State (5–1)  | Kansas State (7–1)                 | Iowa State (7–1)              | Clemson (7–2)                                      | Clemson (8–2)                                                | Iowa State (9–2)       | BYU (10–2)                   | BYU (10–2)           | Alabama (9–4)          | 17          |
| 18                     | Kansas State           | LSU (0–1)                           | Notre Dame (1–1)                                          | Michigan (2–1)                     | Iowa State (3–0)                       | Utah (4–1)                     | Kansas State (4–1) т Indiana (6–0) т Oklahoma (4–1) т | Ole Miss (5–2)            | Ole Miss (5–2)     | Pittsburgh (7–0)                   | Army (8–0)                    | Colorado (7–2)                                     | Army (9–0)                                                   | Tulane (9–2)           | Clemson (9–3)                | Iowa State (10–3)    | Miami (FL) (10–3)      | 18          |
| 19                     | Miami (FL)             | Kansas (1–0)                        | Louisville (2–0)                                          | Louisville (2–0)                   | Illinois (4–0)                         | Oklahoma (4–1)                 | Kansas State (4–1) т Indiana (6–0) т Oklahoma (4–1) т | Missouri (5–1)            | Pittsburgh (6–0)   | Ole Miss (6–2)                     | Clemson (6–2)                 | Washington State (8–1)                             | South Carolina (7–3)                                         | BYU (9–2)              | UNLV (10–2)                  | Army (11–1)          | South Carolina (9–4)   | 19          |
| 20                     | Texas A&M              | Arizona (1–0)                       | Arizona (2–0)                                             | Iowa State (2–0)                   | Oklahoma State (3–1)                   | Kansas State (4–1)             | Kansas State (4–1) т Indiana (6–0) т Oklahoma (4–1) т | Pittsburgh (6–0)          | Illinois (6–1)     | SMU (7–1)                          | Washington State (7–1)        | Kansas State (7–2)                                 | Tulane (9–2)                                                 | Texas A&M (8–3)        | Colorado (9–3)               | Colorado (9–3)       | Syracuse (10–3)        | 20          |
| 21                     | Arizona                | Iowa (1–0)                          | Iowa State (2–0)                                          | Clemson (1–1)                      | Oklahoma (3–1)                         | Boise State (3–1)              | Missouri (4–1)                                        | SMU (5–1)                 | Missouri (6–1)     | Army (7–0)                         | Colorado (6–2)                | LSU (6–3)                                          | Arizona State (8–2)                                          | UNLV (9–2)             | Illinois (9–3)               | Illinois (9–3)       | Army (12–2)            | 21          |
| 22                     | Kansas                 | Louisville (1–0)                    | Clemson (1–1)                                             | Nebraska (3–0)                     | BYU (4–0)                              | Louisville (3–1)               | Pittsburgh (5–0)                                      | Illinois (5–1)            | SMU (6–1)          | Washington State (7–1)             | Kansas State (7–2)            | Lousiville (6–3)                                   | Iowa State (8–2)                                             | Illinois (8–3)         | Missouri (9–3)               | Syracuse (9–3)       | Missouri (10–3)        | 22          |
| 23                     | USC                    | Georgia Tech (2–0)                  | Nebraska (2–0)                                            | Northern Illinois (2–0)            | Kansas State (3–1)                     | Indiana (5–0)                  | Illinois (4–1)                                        | Army (6–0)                | Army (7–0)         | Colorado (6–2)                     | Pittsburgh (7–1)              | South Carolina (6–3)                               | UNLV (8–2)                                                   | Colorado (8–3)         | Syracuse (9–3)               | Missouri (9–3)       | UNLV (11–3)            | 23          |
| 24                     | NC State               | NC State (1–0)                      | Boston College (2–0)                                      | Illinois (3–0)                     | Texas A&M (3–1)                        | Illinois (4–1)                 | Michigan (4–2)                                        | Michigan (4–2)            | Navy (6–0)         | Illinois (6–2)                     | Vanderbilt (6–3)              | Missouri (7–2)                                     | Illinois (7–3)                                               | Missouri (8–3)         | Army (10–1)                  | UNLV (10–3)          | Memphis (11–2)         | 24          |
| 25                     | Iowa                   | Clemson (0–1)                       | Northern Illinois (2–0)                                   | Texas A&M (2–1)                    | Boise State (2–1)                      | UNLV (4–0) т Texas A&M (4–1) т | SMU (5–1)                                             | Navy (5–0)                | Vanderbilt (5–2)   | Missouri (6–2)                     | Louisville (6–3)              | Tulane (8–2)                                       | Washington State (8–2)                                       | Army (9–1)             | Memphis (10–2)               | Memphis (10–2)       | Colorado (9–4)         | 25          |
| A.P.                   | Présaison 12 août      | Sem. 1 3 Sept.                      | Sem. 2 8 Sept.                                            | Sem. 3 15 Sept.                    | Sem. 4 22 Sept.                        | Sem. 5 29 Sept.                | Sem. 6 6 Oct.                                         | Sem. 7 13 Oct.            | Sem. 8 20 Oct.     | Sem. 9 27 Oct.                     | Sem. 10 5 Nov.                | Sem. 11 10 Nov.                                    | Sem. 12 17 Nov.                                              | Sem. 13 24 Nov.        | Sem. 14 1er Déc.             | Sem. 15 8 Déc.       | Ap. Bowls 20 Jan.      | Saison 2024 |
| Sortis du classement : | Sortis du classement : | Florida State (0–2) Texas A&M (0–1) | Kansas (1–1) Iowa (1–1) Georgia Tech (2–1) NC State (1–1) | Arizona (2–1) Boston College (2–1) | Nebraska (3–1) Northern Illinois (2–1) | Oklahoma State (3–2)           | USC (3–2) Louisville (3–2) UNLV (4–1)                 | Utah (4–2) Oklahoma (4–2) | Michigan (4–3)     | Navy (6–1) Vanderbilt (5–3)        | Illinois (6–3) Missouri (6–2) | Iowa State (7–2) Pittsburgh (7–2) Vanderbilt (6–4) | Kansas State (7–3) LSU (6–4) Louisville (6–4) Missouri (7–3) | Washington State (8–3) | Tulane (9–3) Texas A&M (8–4) | Aucun                | Aucun                  | Saison 2024 |

## Classements USA Today Coaches
| Coaches                | Présaison 12 août      | Sem. 1 3 Sept.                      | Sem. 2 8 Sept.                         | Sem. 3 15 Sept.                | Sem. 4 22 Sept.              | Sem. 5 29 Sept.      | Sem. 6 6 Oct.                         | Sem. 7 13 Oct.            | Sem. 8 20 Oct.                | Sem. 9 27 Oct.              | Sem. 10 5 Nov.               | Sem. 11 10 Nov.                   | Sem. 12 17 Nov.                                                  | Sem. 13 24 Nov.                   | Sem. 14 1 Déc.               | Sem. 15 8 Déc.       | Ap. Bowls 20 Jan.         | Saison 2024 |
| 1                      | Georgia (46)           | Georgia (1–0) (51)                  | Georgia (2–0) (50)                     | Georgia (3–0) (42)             | Georgia (3–0) (35)           | Texas (5–0) (29)     | Texas (5–0) (44)                      | Texas (6–0) (53)          | Oregon (7–0) (51)             | Oregon (8–0) (53)           | Oregon (9–0) (53)            | Oregon (10–0) (55)                | Oregon (11–0) (55)                                               | Oregon (11–0) (55)                | Oregon (12–0) (53)           | Oregon (13–0) (54)   | Ohio State (14–2) (53)    | 1           |
| 2                      | Ohio State (7)         | Ohio State (1–0) (3)                | Ohio State (2–0) (3)                   | Texas (3–0) (10)               | Texas (4–0) (18)             | Alabama (4–0) (19)   | Ohio State (5–0) (11)                 | Oregon (6–0) (2)          | Georgia (6–1) (2)             | Georgia (6–1) (1)           | Georgia (7–1) (1)            | Ohio State (8–1)                  | Ohio State (9–1)                                                 | Ohio State (10–1)                 | Texas (11–1)                 | Georgia (11–2)       | Notre Dame (14–2)         | 2           |
| 3                      | Oregon                 | Texas (1–0) (1)                     | Texas (2–0) (1)                        | Ohio State (2–0) (3)           | Ohio State (3–0) (2)         | Ohio State (4–0) (7) | Oregon (5–0)                          | Penn State (6–0)          | Penn State (6–0)              | Penn State (7–0)            | Ohio State (7–1)             | Texas (8–1)                       | Texas (9–1)                                                      | Texas (10–1)                      | Penn State (11–1)            | Notre Dame (11–1)    | Texas (13–3)              | 3           |
| 4                      | Texas (1)              | Alabama (1–0)                       | Alabama (2–0)                          | Alabama (3–0)                  | Alabama (3–0)                | Tennessee (4–0)      | Georgia (4–1)                         | Georgia (5–1)             | Ohio State (5–1)              | Ohio State (6–1)            | Miami (FL) (9–0)             | Tennessee (8–1)                   | Penn State (9–1)                                                 | Penn State (10–1)                 | Notre Dame (11–1)            | Texas (11–2)         | Oregon (13–1)             | 4           |
| 5                      | Alabama                | Ole Miss (1–0)                      | Ole Miss (2–0)                         | Ole Miss (3–0)                 | Ole Miss (4–0)               | Georgia (3–1)        | Penn State (5–0)                      | Ohio State (5–1)          | Miami (FL) (7–0)              | Miami (FL) (8–0)            | Texas (7–1)                  | Penn State (8–1)                  | Indiana (10–0)                                                   | Notre Dame (10–1)                 | Georgia (10–2)               | Penn State (11–2)    | Penn State (13–3)         | 5           |
| 6                      | Ole Miss               | Oregon (1–0)                        | Oregon (2–0)                           | Oregon (3–0)                   | Tennessee (4–0)              | Oregon (4–0)         | Miami (FL) (6–0)                      | Miami (FL) (6–0)          | Texas (6–1)                   | Texas (7–1)                 | Tennessee (7–1)              | Indiana (10–0)                    | Notre Dame (9–1)                                                 | Georgia (9–2)                     | Tennessee (10–2)             | Tennessee (10–2)     | Georgia (11–3)            | 6           |
| 7                      | Notre Dame             | Notre Dame (1–0)                    | Penn State (2–0)                       | Tennessee (3–0)                | Oregon (3–0)                 | Penn State (4–0)     | Alabama (4–1)                         | Alabama (5–1)             | LSU (6–1)                     | Tennessee (6–1)             | Penn State (7–1)             | Notre Dame (8–1)                  | Alabama (8–2)                                                    | Miami (FL) (10–1)                 | SMU (11–1)                   | Ohio State (10–2)    | Arizona State (11–3)      | 7           |
| 8                      | Michigan (1)           | Penn State (1–0)                    | Missouri (2–0)                         | Penn State (2–0)               | Penn State (3–0)             | Miami (FL) (5–0)     | Ole Miss (5–1)                        | LSU (5–1)                 | Tennessee (6–1)               | Clemson (6–1)               | Notre Dame (7–1)             | BYU (9–0)                         | Georgia (8–2)                                                    | Tennessee (9–2)                   | Ohio State (10–2)            | Boise State (12–1)   | Tennessee (10–3)          | 8           |
| 9                      | Penn State             | Michigan (1–0)                      | Tennessee (2–0)                        | Missouri (3–0)                 | Miami (FL) (4–0)             | Missouri (4–0)       | Tennessee (4–1)                       | Clemson (5–1)             | Clemson (6–1)                 | Notre Dame (7–1)            | BYU (8–0)                    | Alabama (7–2)                     | Ole Miss (8–2)                                                   | SMU (10–1)                        | Indiana (11–1)               | Indiana (11–1)       | Boise State (12–2)        | 9           |
| 10                     | Florida State          | Missouri (1–0)                      | Utah (2–0)                             | Utah (3–0)                     | Utah (4–0)                   | Michigan (4–1)       | LSU (4–1)                             | Tennessee (5–1)           | Iowa State (7–0)              | Iowa State (7–0)            | Indiana (9–0)                | Georgia (7–2)                     | Miami (FL) (9–1)                                                 | Indiana (10–1)                    | Boise State (11–1)           | Arizona State (11–2) | Indiana (11–2)            | 10          |
| 11                     | Missouri               | Utah (1–0)                          | USC (2–0)                              | Miami (FL) (3–0)               | Missouri (4–0)               | Ole Miss (4–1)       | Clemson (4–1)                         | Notre Dame (5–1)          | Notre Dame (6–1)              | Texas A&M (7–1)             | Alabama (6–2)                | Ole Miss (8–2)                    | Tennessee (8–2)                                                  | Boise State (10–1)                | Alabama (9–3)                | Alabama (9–3)        | SMU (11–3) Clemson (10–4) | 11          |
| 12                     | LSU                    | Tennessee (1–0)                     | Miami (FL) (2–0)                       | USC (2–0)                      | Michigan (3–1)               | LSU (4–1)            | Notre Dame (4–1)                      | Iowa State (6–0)          | BYU (7–0)                     | BYU (8–0)                   | Ole Miss (7–2)               | Miami (FL) (9–1)                  | SMU (9–1)                                                        | Clemson (9–2)                     | South Carolina (9–3)         | SMU (11–2)           | SMU (11–3) Clemson (10–4) | 12          |
| 13                     | Utah                   | Oklahoma (1–0)                      | Oklahoma (2–0)                         | Oklahoma (3–0)                 | LSU (3–1)                    | Notre Dame (4–1)     | Iowa State (5–0)                      | BYU (6–0)                 | Indiana (7–0)                 | Indiana (8–0)               | LSU (6–2)                    | SMU (8–1)                         | Boise State (9–1)                                                | Alabama (8–3)                     | Arizona State (10–2)         | Clemson (10–3)       | Ole Miss (10–3)           | 13          |
| 14                     | Clemson                | USC (1–0)                           | Oklahoma State (2–0)                   | Kansas State (3–0)             | Notre Dame (3–1)             | Clemson (3–1)        | Texas A&M (5–1)                       | Texas A&M (5–1)           | Texas A&M (6–1)               | Alabama (6–2)               | Boise State (7–1)            | Boise State (8–1)                 | Texas A&M (8–2)                                                  | South Carolina (8–3)              | Miami (FL) (10–2)            | South Carolina (9–3) | BYU (11–2)                | 14          |
| 15                     | Tennessee              | Miami (FL) (1–0)                    | Kansas State (2–0)                     | Oklahoma State (3–0)           | Clemson (2–1)                | USC (3–1)            | BYU (5–0)                             | Ole Miss (5–2)            | Alabama (5–2)                 | Kansas State (7–1)          | SMU (8–1)                    | Texas A&M (7–2)                   | BYU (9–1)                                                        | Arizona State (9–2)               | Ole Miss (9–3)               | Ole Miss (9–3)       | Iowa State (11–3)         | 15          |
| 16                     | Oklahoma               | Kansas State (1–0)                  | Michigan (1–1)                         | LSU (2–1)                      | USC (2–1)                    | Iowa State (4–0)     | Oklahoma (4–1)                        | Missouri (5–1)            | Kansas State (6–1)            | LSU (6–2)                   | Texas A&M (7–2)              | Clemson (7–2)                     | Clemson (8–2)                                                    | Ole Miss (8–3)                    | Iowa State (10–2)            | Miami (FL) (10–2)    | Illinois (10–3)           | 16          |
| 17                     | Kansas State           | Oklahoma State (1–0)                | LSU (1–1)                              | Michigan (2–1)                 | Louisville (3–0)             | Oklahoma (4–1)       | Utah (4–1)                            | Kansas State (5–1)        | Missouri (6–1)                | Pittsburgh (7–0)            | Clemson (6–2)                | Army (9–0)                        | Army (9–0)                                                       | Iowa State (9–2)                  | Clemson (9–3)                | BYU (10–2)           | Alabama (9–4)             | 17          |
| 18                     | Oklahoma State         | Arizona (1–0)                       | Arizona (2–0)                          | Notre Dame (2–1)               | Oklahoma (3–1)               | Utah (4–1)           | Missouri (4–1)                        | Indiana (6–0)             | Ole Miss (5–2)                | Ole Miss (6–2)              | Iowa State (7–1)             | Washington State (8–1)            | Colorado (8–2)                                                   | Tulane (9–2)                      | BYU (10–2)                   | Army (11–1)          | Miami (FL) (10–3)         | 18          |
| 19                     | Miami (FL)             | LSU (0–1)                           | Notre Dame (1–1)                       | Clemson (1–1)                  | Iowa State (3–0)             | BYU (5–0)            | Kansas State (4–1)                    | Boise State (5–1)         | Boise State (5–1)             | Boise State (6–1)           | Army (8–0)                   | Kansas State (7–2)                | South Carolina (7–3)                                             | Texas A&M (8–3)                   | UNLV (10–2)                  | Iowa State (10–3)    | South Carolina (9–4)      | 19          |
| 20                     | Texas A&M              | Kansas (1–0)                        | Clemson (1–1)                          | Louisville (2–0)               | Oklahoma State (3–1)         | Kansas State (4–1)   | Indiana (6–0)                         | Pittsburgh (6–0)          | Pittsburgh (6–0)              | SMU (7–1)                   | Washington State (7–1)       | Colorado (7–2)                    | Tulane (9–2)                                                     | BYU (9–2)                         | Missouri (9–3)               | Missouri (9–3)       | Missouri (10–3)           | 20          |
| 21                     | Arizona                | Iowa (1–0)                          | Louisville (2–0)                       | Iowa State (2–0)               | Illinois (4–0)               | Texas A&M (4–1)      | Michigan (4–2)                        | Illinois (5–1)            | Illinois (6–1)                | Army (7–0)                  | Kansas State (7–2)           | Missouri (7–2)                    | Iowa State (8–2)                                                 | UNLV (9–2)                        | Illinois (9–3)               | Illinois (9–3)       | Army (12–2)               | 21          |
| 22                     | NC State               | Clemson (0–1)                       | Washington (2–0)                       | Nebraska (3–0)                 | BYU (4–0)                    | Louisville (3–1)     | Boise State (4–1)                     | Michigan (4–2)            | SMU (6–1)                     | Washington State (7–1)      | Missouri (6–2)               | LSU (6–3)                         | Arizona State (8–2)                                              | Army (9–1)                        | Colorado (9–3)               | Colorado (9–3)       | Syracuse (10–3)           | 22          |
| 23                     | USC                    | NC State (1–0)                      | Iowa State (2–0)                       | Memphis (3–0)                  | UNLV (3–0)                   | UNLV (4–0)           | Illinois (4–1)                        | SMU (5–1)                 | Army (7–0)                    | Missouri (6–2)              | Pittsburgh (7–1)             | South Carolina (6–3)              | UNLV (8–2)                                                       | Memphis (9–2)                     | Army (10–1)                  | Memphis (10–2)       | Memphis (11–2)            | 23          |
| 24                     | Kansas                 | Louisville (1–0)                    | Nebraska (2–0)                         | Texas A&M (2–1)                | Texas A&M (3–1)              | Indiana (5–0)        | Pittsburgh (5–0)                      | Army (6–0)                | Navy (6–0)                    | Illinois (6–2)              | Colorado (6–2)               | Louisville (6–3)                  | Memphis (9–2)                                                    | Missouri (8–3)                    | Memphis (10–2)               | UNLV (10–3)          | UNLV (11–3)               | 24          |
| 25                     | Iowa                   | Washington (1–0)                    | Memphis (2–0)                          | UNLV (3–0)                     | Kansas State (3–1)           | Illinois (4–1)       | SMU (5–1)                             | Nebraska (5–1)            | Vanderbilt (5–2)              | Memphis (7–1)               | Vanderbilt (6–3)             | Iowa State (7–2)                  | Kansas State (7–3)                                               | Illinois (8–3)                    | Syracuse (9–3)               | Syracuse (9–3)       | Colorado (9–4)            | 25          |
| Coaches                | Présaison 12 août      | Sem. 1 3 Sept.                      | Sem. 2 8 Sept.                         | Sem. 3 15 Sept.                | Sem. 4 22 Sept.              | Sem. 5 29 Sept.      | Sem. 6 6 Oct.                         | Sem. 7 13 Oct.            | Sem. 8 20 Oct.                | Sem. 9 27 Oct.              | Sem. 10 5 Nov.               | Sem. 11 10 Nov.                   | Sem. 12 17 Nov.                                                  | Sem. 13 24 Nov.                   | Sem. 14 1er Déc.             | Sem. 15 8 Déc.       | Ap. Bowls 20 Jan.         | Saison 2024 |
| Sortis du classement : | Sortis du classement : | Florida State (0–2) Texas A&M (0–1) | Iowa (1–1) Kansas (1–1) NC State (1–1) | Arizona (2–1) Washington (2–1) | Nebraska (3–1) Memphis (3–1) | Oklahoma State (3–2) | USC (3–2) Louisville (3–2) UNLV (4–1) | Oklahoma (4–2) Utah (4–2) | Michigan (4–3) Nebraska (5–2) | Navy (6–1) Vanderbilt (5–3) | Illinois (6–3) Memphis (7–2) | Pittsburgh (7–2) Vanderbilt (6–4) | Washington State (8–2) Missouri (7–3) LSU (6–4) Louisville (6–4) | Colorado (8–3) Kansas State (8–3) | Tulane (9–3) Texas A&M (8–4) | Aucun                | Aucun                     | Saison 2024 |